# Susanna Bordone
Susanna Emma Bordone (Milán, 9 de septiembre de 1981) es una jinete italiana que compitió en la modalidad de concurso completo.
Ganó dos medallas en el Campeonato Europeo de Concurso Completo, plata en 2009 y bronce en 2007. Participó en dos Juegos Olímpicos de Verano, en los años 2004 y 2008, ocupando el sexto lugar en Pekín 2008, en la prueba por equipos.

## Palmarés internacional
| Campeonato Europeo | Campeonato Europeo          | Campeonato Europeo | Campeonato Europeo |
| Año                | Lugar                       | Medalla            | Categoría          |
| ------------------ | --------------------------- | ------------------ | ------------------ |
| 2007               | Pratoni del Vivaro (Italia) | Medalla de bronce  | Por equipos        |
| 2009               | Fontainebleau (Francia)     | Medalla de plata   | Por equipos        |